# Spanske Nederlande
 For alternative betydninger, se Nederlandene (flertydig). (Se også artikler, som begynder med Nederlandene)
De Spanske Nederlande var navnet på den del af det historiske Nederlandene, der efter delingen af landet i 1581 opstod mod syd og dækkede nogenlunde det nuværende Belgien. Landet eksisterede, til Nederlandene igen blev samlet efter Wienerkongressen i 1815.
Spanske Nederlande kendes også under navnet de Østrigske Nederlande og de Sydlige Nederlande i senere perioder af landets eksistens.

## Historie
I 1482 havde Filip 1. af Kastilien arvet Nederlandene efter sin mor. Filip var hertug af Burgund og af den habsburgske slægt. Han blev senere kortvarigt konge af Spanien, og efterhånden blev den spanske styre af Nederlandene en belastning. Dette skyldtes dels en hård beskatning, dels en modvilje i dele af Nederlandene mod den katolske intolerance. Den nordlige del af riget gjorde derfor oprør og blev selvstændige i 1581.
Derefter blev den sydlige del kaldt De Spanske Nederlande. Området blev styret af en statholder for den spanske konge. Efter den spanske arvefølgekrig i starten af det 18. århundrede overgik landet til østrigsk styre (og blev følgelig kaldt De Østrigske Nederlande) i 1713. Østrigerne fik problemer med at styre området, og i 1790 havde østrigerne reelt mistet kontrollen efter et oprør, der skabte en kortvarig belgisk stat. Østrigerne genvandt herredømmet, men måtte allerede i 1794 afgive landet til franske revolutionære, der midlertidigt sad på magten, indtil Wienerkongressen efter Napoleonskrigene skabte plads til at genforene landet i et samlet Nederland.